# Xã Eldorado, Quận Stevens, Minnesota
Xã Eldorado (tiếng Anh: Eldorado Township) là một xã thuộc quận Stevens, tiểu bang Minnesota, Hoa Kỳ. Năm 2010, dân số của xã này là 94 người.